# جمعة أمين
جمعة أمين عبد العزيز (1934م - 24 يناير 2015م) أحد أهم مفكري جماعة الإخوان المسلمين والمؤرخ الرسمي لها ونائب المرشد العام للجماعة. له الكثير من الأطروحات السياسية والعديد من المؤلفات مثل «شرح الأصول العشرين للفهم» و«تاريخ جماعة الإخوان المسلمين» والذي يعد الكتاب الوحيد الموثق من قبل الجماعة لتاريخ الإخوان في مصر.

## نشأته وتعليمه وعمله
وُلد جمعة أمين عام 1934م بمحافظة بني سويف بصعيد مصر، وحصل على بكالوريوس الخدمة الاجتماعية بتقدير جيد جدًا مع مرتبة الشرف عام 1961م. عمل باحثًا بمحافظة الإسكندرية، ثم رئيسًا لقسم البحوث، ثم مديرًا لمباني المحافظة، ثم رئيسًا لمجلس إدارة مدارس المدينة المنورة بالإسكندرية.

## عمله في جماعة الإخوان المسلمين
- تعرف على الإخوان المسلمين في صباه وانضم إليهم عام 1951م.
- تعرض للاعتقال عام 1965م واستمر حبسه حتى 1971م حين أفرج الرئيس أنور السادات عن المعتقلين السياسيين بعد موت جمال عبد الناصر.
- عمل مديرًا لمكتب الندوة العالمية للشباب الإسلامي بجدة في الفترة من 1981 م حتى 1985م.
- قُبض عليه مرة أخرى بمصر عام 1994م وقضى بالسجن عدة أشهر.
- كان عضوًا للمكتب الإداري بالإسكندرية، ثم نائبًا لرئيسه في الثمانينيات، ثم عضوًا بمكتب الإرشاد منذ 1995م وذلك عقب استقالة عباس السيسي.

## مؤلفاته
قام بإعداد الكثير من المؤلفات الدعوية والتربوية الشارحة لفكرة الإخوان وأفكارهم ومناهجهم، من أهمها:
- في ظلال الأصول العشرين.
- الدعوة قواعد وأصول، تقديم مصطفى مشهور - دار الدعوة للنشر والتوزيع 1999م.[2]
- فهم الإسلام في ظل الأصول العشرين - دار الدعوة للطباعة 1989م.[3]
- الإخلاص «مفهومه - مجالاته - تطبيقاته»- دار الدعوة للطباعة 1998م.[4]
- منهج القرآن في عرض عقيدة الإسلام.
- منهج التغيير عند الإمام البنا.
- الفريضة المفترى عليها «الجهاد» - دار الدعوة للطباعة 2000م.[5]
- ظروف النشأة وشخصية الإمام المؤسس - دار التوزيع والنشر 2003م.[6]
- التغيير على منهاج النبوة «إرادة العمل» - دار الدعوة للطباعة 1995م.[7]
- الإخوان والمجتمع المصري والدولة في الفترة 1928 إلى 1938م - دار التوزيع والنشر 2003م.[8]
- دور الإخوان المسلمين في المجتمع المصري 1938 - 1945م.دار التوزيع والنشر الإسلامية 2006م.[9]
- المناسبات الإسلامية - دار الدعوة 2006م.[10]
- التربية الإيمانية والدعوية للمرأة المسلمة - دار النشر للجامعات 2009م.[11]
- منهج الإمام البنا بين الثوابت والمتغيرات - دار التوزيع والنشر الإسلامية 2000م.[12]
- التضحية والفداء في الإسلام- دار الدعوة 2001.[13]

## وفاته
وافته المنية في 24 يناير 2015م بلندن عن عمر ناهز الـ 80 عاما.

## وصلات خارجية
- موقع الأستاذ جمعة أمين نسخة محفوظة 7 يونيو 2016 على موقع واي باك مشين..